# واحد تشکیل کلنی
در میکروبیولوژی، یک واحد تشکیل کلنی (به انگلیسی Colony-forming unit,cfu)، واحدی است که برای تخمین تعداد سلول‌های باکتریایی یا قارچی زنده در یک نمونه بکار می‌رود. منظور از «زنده»، توانایی تولید مثل از طریق تقسیم دوتایی تحت شرایط کنترل شده‌است.
به منظور شمارش واحدهای تشکیل کلنی، نیاز است تا ابتدا میکروب‌ها در محیط کشت، رشد کنند. در این روش بر خلاف روش میکروسکوپی که در آن هم سلول‌های مرده و هم زنده شمارش می‌شوند، در اینجا تنها سلول‌های زنده شمارش می‌شوند. برای این که کلنی‌های سطح محیط کشت، قابل مشاهده باشند باید تا حد زیادی رشد کنند.
هدف از شمارش کلنی‌های پلیت، تخمین تعداد سلول‌ها بر اساس توانایی آن‌ها برای رشد و ایجاد کلنی تحت شرایط تغذیه ای، دمایی و زمانی خاص است.
از نظر تئوری، یک سلول زنده باید بتواند رشد کرده و از طریق تولید مثل، کلنی تشکیل دهد.
با این حال، سلول‌های منزوی (solitary cells) در طبیعت استثنا هستند. بسیاری از باکتری‌ها به صورت رشته‌ای (همچون استرپتوکوکها) یا خوشه ای (همچون استافیلوکوکها) رشد می‌کنند. تخمین تعداد میکروب‌ها با استفاده از cfuی آن‌ها در بیشتر موارد کمتر از تعداد سلول‌های زنده موجود در نمونه است. چرا که در محاسبه cfu فرض بر این است که هر کلنی توسط یک سلول منفرد ایجاد شده‌است.
شمارش پلیت برای ای کولای در بازه ۳۰ تا ۳۰۰ cfu، خطی است. با این وجود، به منظور اطمینان از اینکه بازدهی نمونه باکتری به این میزان است، باید از نمونه رقت سازی انجام داد و آن‌ها را به صورت متوالی بر روی پلیت کشت داد.
مزیت این روش این است که سویه‌های میکروبی مختلفی که ممکن است بر روی محیط کلنی تشکیل دهند، از نظر میکروسکوپی و ماکروسکوپی به وضوح با یکدیگر متفاوتند. شکل ظاهری کلنی یک راه شناسایی عالی برای میکروارگانیسم مورد نظر است.

## نرم‌افزارهای شمارش cfu
از پلیتی که کلنی‌ها در آن رشد کرده‌است می‌توان عکس تهیه کرد. با ارائه این عکس به نرم‌افزارهای شمارش کلنی، می‌توان به تعداد کل کلنی‌های موجود در پلیت دست یافت. با کمک این نرم‌افزار نیازی به صرف زمان زیاد به منظور شمارش دستی تعداد کلنی‌های موجود در پلیت نیست. از جمله این نرم‌افزارها می‌توان به OpenCFU , NICE و ImageJ اشاره کرد.